# Liste der Kulturgüter in Thun
Die Liste der Kulturgüter in Thun enthält alle Objekte der Stadt Thun im Kanton Bern, die gemäss der Haager Konvention zum Schutz von Kulturgut bei bewaffneten Konflikten, dem Bundesgesetz vom 20. Juni 2014 über den Schutz der Kulturgüter bei bewaffneten Konflikten sowie der Verordnung vom 29. Oktober 2014 über den Schutz der Kulturgüter bei bewaffneten Konflikten unter Schutz stehen.

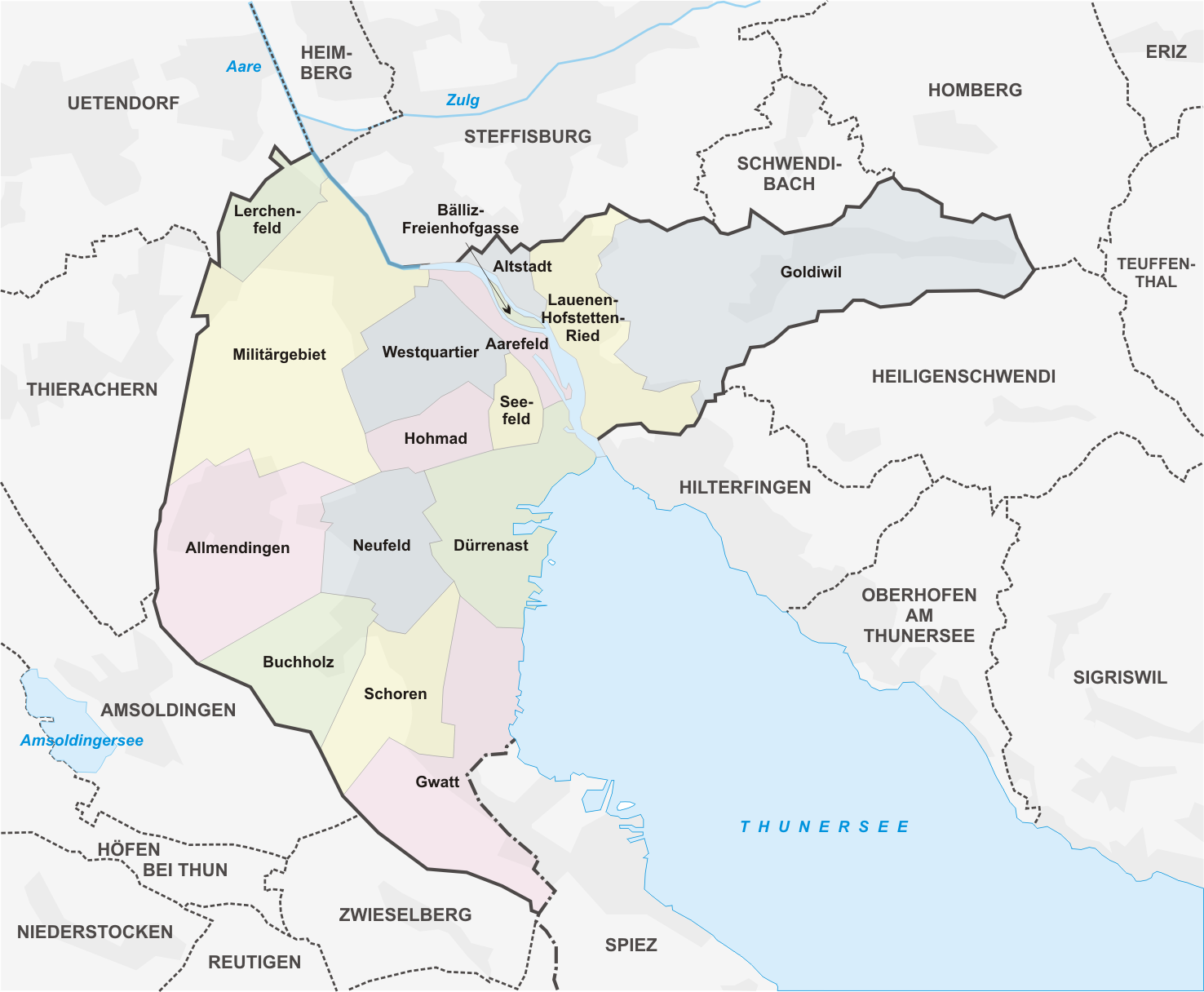
Stadtteile von Thun

Aufgrund der grossen Anzahl an Objekten ist die Liste zweigeteilt:
- Liste der Kulturgüter in Thun (Ost) – mit den Stadtteilen Altstadt, Bälliz-Freienhofgasse, Goldiwil und Lauenen-Hofstetten-Ried
- Liste der Kulturgüter in Thun (West) – mit den Stadtteilen Aarefeld, Allmendingen, Buchholz, Dürrenast, Gwatt, Hohmad, Lerchenfeld, Militärgebiet, Neufeld, Schoren, Seefeld und Westquartier